# Identitätsausweis
Der Identitätsausweis ist ein amtlicher Lichtbildausweis für österreichische Staatsbürger, der ausschließlich dem Nachweis der eigenen Identität dient. Im Gegensatz zum Führerschein, Reisepass und Personalausweis kann dem Antragsteller die Ausstellung nicht untersagt werden, da jeder österreichische Staatsbürger einen Rechtsanspruch auf einen Identitätsnachweis hat. EU-Bürger können einen Lichtbildausweis für EWR-Bürger erhalten, wenn sie sich dauerhaft in Österreich aufhalten.

## Identitätsausweis seit Jänner 2000

Österreichischer Identitätsausweis

Mit der Schaffung des Identitätsausweises in § 25a des Sicherheitspolizeigesetzes (SPG) zum 1. Jänner 2000 wurde eine Lücke für diejenigen Personen geschlossen, die aus inhaltlichen Gründen (etwa aufgrund gewisser Straftaten, die den Entzug von Führerschein und Reisedokumenten mit sich ziehen, oder fehlendem Wohnsitz) bisher nicht die Möglichkeit hatten, sich auszuweisen. Auch Obdachlose können einen Identitätsausweis erhalten.
Der Identitätsausweis ist unbegrenzt gültig und muss nur bei einer Namensänderung neu ausgestellt werden. Er hat die Form einer Plastikkarte im Scheckkartenformat. Die Ausstellung erfolgt über die Passbehörden.
Die Bekanntheit und Akzeptanz dieses Dokumentes ist in der Öffentlichkeit gering. Im Jahr 2005 wurden etwa nur 161 Identitätsausweise ausgestellt.

## Identitätsausweis Besatzungszeit 1945 bis 1955
Bereits während der Besatzungszeit zwischen 1945 und 1955 gab es einen Identitätsausweis (auch: Identitätskarte) mit Foto und den Identitäts- und sonstigen Daten in den drei Sprachen der vier alliierten Besatzungsmächte (Englisch, Französisch und Russisch), sowie Deutsch. Die Einführung dieses Identitätsdokumentes wurde am 8. Oktober 1945 vom Alliierten Rat verfügt. Der Ausweis, im Namen der alliierten Militärbehörden von der jeweiligen Bundespolizeidirektion bzw. der Bezirkshauptmannschaft ausgestellt und mit zehn Stempeln versehen, musste von jeder Person mit österreichischer Staatsbürgerschaft ständig mitgeführt werden. Er wurde insbesondere benötigt, um über die Demarkationslinien (bekannt als Zonengrenze) von einer in die andere Besatzungszone gelangen zu können, wobei bei den Kontrollen der Grenzsoldaten der Besatzungsmächte die richtige Anzahl der enthaltenen Stempel als „Echtheitsbeweis“ angesehen wurde.
Der österreichische Historiker Michael Gehler beschreibt dies in einem gemeinsam mit dem Fotografen Erich Lessing herausgegebenen Fotobuch so:

„Um die Demarkationslinien zwischen den Besatzungszonen zu überschreiten, war ein von den Alliierten ausgestellter Identitätsausweis notwendig, der in vier Sprachen (Deutsch, Englisch, Französisch, Russisch) ausgefertigt war und Bestätigungsvermerke jeder der vier Besatzungsmächte erforderlich machte. Zwischen den westlichen Zonen erfolgten alsbald Reiseerleichterungen. Das Überschreiten der Demarkationslinie der sowjetischen Zone war dagegen weit strikter geregelt. Diese Grenzkontrollen wurden erst 1953 an den beiden Zonenübergängen über die Enns und am Semmering so weit gelockert, dass Eisenbahnzüge nicht mehr anhalten mussten. Es genügte nun ein einheitlicher Reisepass. Eine Identitätskarte war nicht mehr nötig und auch die Lebensmittelkarten wurden abgeschafft.“

Umschlag eines Identitätsausweises, ausgestellt am 17. April 1948 mit den wichtigen zehn Stempeln, hier: „Bundespolizeidirektion Wien / c 82“
Seiten 2 und 3
Seiten 4 und 5
Seiten 6 und 7